# Johnny Pérez
Johnny Gines Pérez Veas (Antofagasta, Chile, 12 de marzo de 1964) es un exfutbolista chileno que jugó como arquero.

## Trayectoria
Oriundo de Antofagasta, comenzó jugando al fútbol en su colegio en la demarcación de delantero. Un día en el equipo de su curso faltó el arquero, por lo que debió ubicarse en la posición, rindiendo de gran manera. En esa posición llegó a jugar a las inferiores del club de su ciudad, Deportes Antofagasta, donde debutó con 17 años. En el equipo puma logró el ascenso a la Primera División en 1982.
En el campeonato de Primera División de 1983, fue suplente del paraguayo Antonio Zaracho, no logrando evitar el descenso. Tras la ida de Zaracho, se consolidó como el arquero titular, hasta que en 1990 perdió regularidad, siendo tercer arquero tras Jaime Zapata y Jose Luis Castillo. Ese año el equipo antofagastino logró el ascenso, tras la desaparición del fútbol profesional de Naval.
Libre de contrato con el cuadro antofagastino, negoció su fichaje con Unión Española e iba a firmar su contrato, pero a última hora las negociaciones se cayeron. Recibió el llamado de José Sulantay, quien lo había dirigido durante 1987, para acercarle una oferta de Coquimbo Unido. recientemente ascendido a la división de oro, la cual fue aceptada.Fue un importante pilar en la campaña del cuadro filibustero, que se coronó como subcampeón del torneo de Primera División 1991 y la posterior clasificación a la Copa Libertadores de la temporada siguiente.
Tras perder el puesto al año siguiente con Rolando Rivera, el primer semestre de 1993 defiende los colores de Rangers, para el segundo semestre pasar a Unión Española, en donde fue suplente de Eduardo Azargado. En el equipo hispano logró la Liguilla Pre-Libertadores 1993. En 1994 defendió el arco de Cobresal, descendiendo a la entonces segunda división. Fue el arquero que recibió el gol de penal de Patricio Mardones, que a la postre significó el primer título de Universidad de Chile en 25 años.
Tras un segundo paso por Coquimbo Unido entre 1995 y 1996, se retiró del fútbol luego de una temporada en O'Higgins en la Primera B a fines de 1997.

## Clubes
| Club                 | País  | Año       |
| -------------------- | ----- | --------- |
| Deportes Antofagasta | Chile | 1981-1990 |
| Coquimbo Unido       | Chile | 1991-1992 |
| Rangers              | Chile | 1993      |
| Unión Española       | Chile | 1993      |
| Cobresal             | Chile | 1994      |
| Coquimbo Unido       | Chile | 1995-1996 |
| O'Higgins            | Chile | 1997      |

## Palmarés

### Campeonatos nacionales
| Título                                        | Club  | País                 | Año  |
| --------------------------------------------- | ----- | -------------------- | ---- |
| Campeonato de Apertura de la Segunda División | Chile | Deportes Antofagasta | 1990 |